# Caloptilia flavida
Caloptilia flavida là một loài bướm đêm thuộc họ Gracillariidae. Nó được tìm thấy ở Trung Quốc (Hunan và Tứ Xuyên) và Thái Lan.
Ấu trùng ăn Zizyphus jujuba và Zizyphus mauritiana. Chúng ăn lá nơi chúng làm tổ.